# Giancarlo Prete
Giancarlo Prete (Roma, 5 febbraio 1943 – Roma, 9 marzo 2001) è stato un attore, doppiatore e direttore del doppiaggio italiano.

## Biografia
Dopo aver lavorato nel cinema come stuntman, Giancarlo Prete frequentò la scuola di recitazione di Alessandro Fersen (dove più tardi ritornò come insegnante) e iniziò a recitare in molti film e in serie TV. In alcuni di questi usò lo pseudonimo Timothy Brent. Tra le sue interpretazioni più note, quella del ladro Tommy nel film Il cittadino si ribella di Enzo G. Castellari, nel quale Prete è affiancato al protagonista Franco Nero nel personaggio del cittadino-eroe; quella del capitano Fornac nel kolossal hollywoodiano Ladyhawke di Richard Donner, e quella dell'ufficiale borbonico Gerardo Satriano nello sceneggiato televisivo L'eredità della priora di Anton Giulio Majano.
Prete lavorò con Bruno Corbucci nella commedia storica Messalina, Messalina! (1977), con Tomas Milian.
Prete lavorò anche come doppiatore e direttore di doppiaggio recitando solo in produzioni TV, tra cui la serie televisiva britannica coprodotta dalla Rai Spazio 1999 nell'episodio Fantasma su Alpha. Nel 2000 prese parte alla soap opera Ricominciare, dove interpretò l'avvocato Enrico Grimaldi, ma venne sostituito a causa della sua malattia da Pino Micol. 
Malato da alcuni mesi, muore a Roma, all'età di 58 anni, presso la clinica Paideia, dove era ricoverato, a causa di un tumore al cervello, lasciando la moglie Elizabeth Jacinto e il figlio Alessandro, anch'egli attore. I funerali si tennero il giorno seguente nella chiesa di San Gabriele arcangelo in viale Cortina d'Ampezzo a Roma.

## Filmografia parziale

### Cinema
- Upperseven, l'uomo da uccidere, regia di Alberto De Martino (1966)
- Mister X, regia di Piero Vivarelli (1967)
- Satanik, regia di Piero Vivarelli (1968)
- Il marchio di Kriminal, regia di Fernando Cerchio e Nando Cicero (1968)
- Roma come Chicago, regia di Alberto De Martino (1968)
- El "Che" Guevara, regia di Paolo Heusch (1968)
- I diavoli della guerra, regia di Bitto Albertini (1969)
- Bocche cucite, regia di Pino Tosini (1970)
- La Califfa, regia di Alberto Bevilacqua (1970)
- Confessione di un commissario di polizia al procuratore della repubblica, regia di Damiano Damiani (1971)
- La tarantola dal ventre nero, regia di Paolo Cavara (1971)
- Il venditore di morte, regia di Lorenzo Gicca Palli (1971)
- Giù la testa... hombre!, regia di Demofilo Fidani (1971)
- Ettore lo fusto, regia di Enzo G. Castellari (1972)
- Grande slalom per una rapina (Snow Job), regia di George Englund (1972)
- Forza "G", regia di Duccio Tessari (1972)
- Tedeum, regia di Enzo G. Castellari (1972)
- L'onorata famiglia - Uccidere è cosa nostra, regia di Tonino Ricci (1973)
- A.A.A. Massaggiatrice bella presenza offresi..., regia di Demofilo Fidani (1973)
- Rappresaglia, regia di George Pan Cosmatos (1973)
- Tutti per uno botte per tutti, regia di Bruno Corbucci (1973)
- Amore mio, uccidimi!, regia di Franco Prosperi (1973)
- Il cittadino si ribella, regia di Enzo G. Castellari (1974)
- Furto di sera bel colpo si spera, regia di Mariano Laurenti (1974)
- La nottata, regia di Tonino Cervi (1974)
- Antonio e Placido - Attenti ragazzi, chi rompe... paga!, regia di Giorgio Ferroni (1975)
- Le avventure e gli amori di Scaramouche, regia di Enzo G. Castellari (1976)
- Messalina, Messalina!, regia di Bruno Corbucci (1977)
- Non sparate sui bambini, regia di Gianni Crea (1978)
- Baila guapa, regia di Adriano Tagliavia (1979)
- Midnight Blue, regia di Raimondo Del Balzo (1979)
- L'ultimo squalo, regia di Enzo G. Castellari (1980)
- I nuovi barbari, regia di Enzo G. Castellari (1983)
- Fuga dal Bronx, regia di Enzo G. Castellari (1983)
- Tornado, regia di Antonio Margheriti (1983)
- Ladyhawke, regia di Richard Donner (1985)
- La gabbia, regia di Giuseppe Patroni Griffi (1985)
- La morte è di moda, regia di Bruno Gaburro (1989)

### Televisione
- Odissea – miniserie TV (1968)
- L'inserzione, regia di Flaminio Bollini (1972)
- Diagnosi, regia di Mario Caiano – miniserie TV (1975)
- Spazio 1999 – serie TV, episodio 1x19 (1976)
- L'eredità della priora, regia di Anton Giulio Majano – miniserie TV (1980)
- Quell'antico amore di Giansiro Ferrata e Elio Vittorini, 5 episodi, regia di Anton Giulio Majano, trasmesso dal 13 dicembre 1981 al 10 gennaio 1982.
- L'amante dell'Orsa Maggiore di Sergiusz Piasecki, regia di Anton Giulio Majano – miniserie TV (1983)
- Attentato al Papa, regia di Giuseppe Fina – miniserie TV (1986)
- Ricordi di guerra, regia di Dan Curtis - miniserie TV (1988)
- La primavera di Michelangelo, regia di Jerry London – miniserie TV (1990)
- La piovra 7 - Indagine sulla morte del commissario Cattani, regia di Luigi Perelli – miniserie TV (1995)
- In nome della famiglia – serial TV (1997)
- Ricominciare – serial TV (2000-2001)

## Doppiaggio

### Cinema
- Chris Sarandon in Osterman Weekend
- Christopher Lloyd in Mister mamma
- Michel Subor in Topaz
- Jonathan Sanger in Navigator
- Sy Richardson in Ore contate
- Donald Li in Grosso guaio a Chinatown
- Akira Takarada in L'ultima guerra
- Yilmaz Gruda in Insegnami ad uccidere

### Serie TV
- Chuck Norris in Bruce Lee La maledizione del drago, Walker, Texas Ranger (4 episodi)
- Rutger Hauer in File - Programma mortale
- John Shrapnel in Delitto di stato
- Georg Stanford Brown in L'angioletto senza ali
- Bruce McGill in MacGyver (2ª voce)
- Duncan Regehr in Storie di maghi e di guerrieri
- Del Monroe in Avventure in fondo al mare
- Peter Davies in Quando si ama
- Michael Minor in Destini

### Cartoni animati
- Rex in We're Back! - Quattro dinosauri a New York